# 고스트 타운 (2008년 영화)
《고스트 타운》(영어: Ghost Town)은 2008년에 공개된 미국의 판타지 코미디 영화로, 데이비드 켑이 감독 및 존 캠프스와 공동 각본을 맡았다. 첫 장편 영화 주연을 맡은 잉글랜드 희극인 리키 저베이스가 유령을 보고 대화를 할 수 있는 치과의사 역을 맡아 젊은 미망인 역의 테이아 레이오니, 최근에 사망한 남편 역의 그레그 키니어 등과 함께 출연했다. 개빈 폴론이 스파이글래스 엔터테인먼트와 퍼라이어를 위해 제작했고, 파라마운트 픽처스가 드림웍스 픽처스 이름으로 배급하였다.

## 출연
- 리키 저베이스 - 버트먼 핑커스 역[2]
- 테이아 레이오니 - 궨 역[2]
- 그레그 키니어 - 프랭크 헐리히 역[2]
- 빌리 캠벨 - 리처드 역
- 크리스틴 위그 - 버트럼 수술 주치의 역
- 데이나 아이비 - 마저리 픽솔 역
- 아시프 만드비 - 프라샤르 의사 역
- 앨런 럭 - 가장 유령 역
- 베티 길핀 - 제2차 세계 대전 시기 간호사 역
- 브라이언 다시 제임스 - 아일랜드인 에디 역
- 브라이언 태런티나 - 경찰 유령 역
- 제프 힐러 - 나체 유령 역
- 마이클리언 울리 - 병원 변호사 역
- 에런 트베이트 - 마취과 의사 역
- 브리짓 멀로니 - 접수 담당자 역
- 조이 매저리노 - 음식 배달원 역